# Mordfall Lipolelo Thabane
Der Mordfall Lipolelo Thabane (ˌdipʊˈlɛlo tʰɑˈbɑnɛ) ereignete sich am 14. Juni 2017 in Lesotho. Die Getötete war die getrennt lebende Ehefrau des designierten lesothischen Premierministers Thomas Thabane, der kurz darauf sein Amt antrat. 2020 wurde gegen ihn und seine damalige Freundin und heutige Ehefrau ’Maesaiah Thabane wegen Mordes ermittelt.

## Vorgeschichte

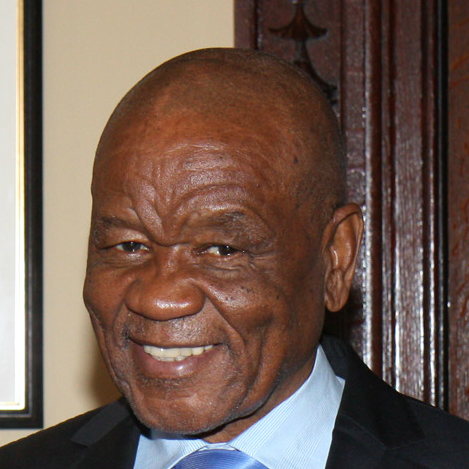
Thomas Thabane (2014)

Lipolelo Alice Thabane (* 1959) wurde 1987 die zweite Ehefrau des Politikers Thomas Thabane (* 1939). Mit ihm hatte sie ein Kind, sie zog die vier Kinder aus seiner ersten Ehe mit auf. 2012 kam es zur Trennung; Thomas Thabane lebte fortan mit Liabiloe Ramoholi (* 1977) zusammen, die später die dritte Ehefrau des Politikers wurde. Lipolelo Thabane weigerte sich, eine Scheidung zu akzeptieren. Sie erstritt sich während der ersten Amtszeit ihres Mannes zwischen 2012 und 2014 gerichtlich das Recht auf Privilegien als First Lady. Liabiloe Ramoholi galt derweil als customary wife (etwa: „Ehefrau nach dem Gewohnheitsrecht“), ohne Vorrechte in Anspruch nehmen zu können.

## Tathergang
Am späten Abend des 14. Juni 2017 fuhr Lipolelo Thabane zusammen mit ihrer Freundin Thato Sebolla im Auto zu Lipolelo Thabanes Haus in Ha Masana bei Mazenod, etwa 16 Kilometer südlich von Maseru. Unbekannte Täter gaben nahe dem Haus zahlreiche Schüsse ab; sie töteten Thabane und verletzten Sebolla schwer. Thomas Thabane bezeichnete den Mord als senseless killing („sinnlose Tötung“).
Am 16. Juni 2017 fand Thomas Thabanes Amtseinführung als Premierminister statt. Am 27. August 2017 heiratete er Liabiloe Ramoholi in einer auch von auswärtigen Staatsgästen besuchten Zeremonie im Setsoto Stadium. Sie nahm dabei den Namen ’Maesaiah Thabane an.

## Ermittlungen und politische Lage nach dem Mord
Die Ermittlungen verliefen schleppend. Ein Zeuge starb nach Angaben von Amnesty International unter ungeklärten Umständen. Sebolla bat nach eigenen Angaben mehrfach vergeblich um Zeugenschutz.
Große Teile von Thomas Thabanes Partei All Basotho Convention (ABC) warfen ihm ab 2018 vor, sich in seinem politischen Handeln von seiner Frau beeinflussen zu lassen. Im Februar 2019 erhielt die ABC in parteiinternen Wahlen ein Exekutivkomitee, das fortan unter Führung von Nqosa Mahao Thabanes Ablösung betrieb. Thabane entzog sich einem parlamentarischen Misstrauensantrag, indem er die Nationalversammlung auf unbestimmte Zeit schließen ließ.
Am 6. Januar 2020 wurde öffentlich bekannt, dass der Kommandeur des Lesotho Mounted Police Service, Holomo Molibeli, im Dezember 2019 einen Brief an den Premierminister geschickt hatte, in dem er ihm vorwarf, dass in der Tatnacht nahe dem Tatort mit einem auf Thabane zugelassenen Mobiltelefon kommuniziert worden sei. Thabane hatte nach Erhalt des Briefes erfolglos versucht, den Kommandeur abzusetzen. Auch sein Versuch, die Lizenz des Mobilfunkanbieters Vodacom Lesotho, auf den sein Gerät zugelassen war, annullieren zu lassen, scheiterte.
Am 10. Januar 2020 wurde Haftbefehl gegen ’Maesaiah Thabane erlassen. Kurz darauf wurde sie des Mordes und versuchten Mordes angeklagt. Sie wurde per Steckbrief gesucht und floh nach Südafrika. Sie kehrte jedoch am 3. Februar zurück und stellte sich den Behörden. Am 5. Februar begann der Prozess gegen ’Maesaiah Thabane. Nach einer kurzen Anhörung, in der sie eine Schuld von sich wies, wurde sie gegen Kaution auf freien Fuß gesetzt. Thato Sebolla floh daraufhin aus Angst vor Verfolgung nach Botswana und schließlich nach Südafrika. Am 18. Februar wurde der Prozess gegen ’Maesaiah Thabane auf den 17. März 2020 vertagt. Ihr wird vorgeworfen, acht Personen als Mörder gedungen zu haben. Mehrere Verwandte Thomas Thabanes und Sebolla legten Widerspruch gegen ihre Freilassung ein.
Am 16. Januar entsandte der südafrikanische Präsident Cyril Ramaphosa den südafrikanischen Ex-Minister Jeff Radebe nach Lesotho. Er erreichte eine Zusage Thomas Thabanes, „bald“ zurücktreten zu wollen; ein Zeitpunkt wurde aber nicht genannt. Zahlreiche lesothische Politiker, auch aus der ABC, verlangten seinen umgehenden Rücktritt. Bei einer Demonstration in Maseru am 24. Januar forderten mehrere hundert Menschen seine Demission. Die Führung der ABC verlangte erneut am 19. Februar den Rücktritt zum Folgetag.
Thomas Thabane wurde schließlich am 20. Februar ebenfalls des Mordes und des versuchten Mordes beschuldigt. Er gab nunmehr an, bis Ende Juli 2020 zurücktreten zu wollen, und begründete dies mit seinem hohen Alter. Einen Gerichtstermin am 21. Februar 2020 zur Eröffnung der Anklage ließ er verstreichen, obwohl seine Anwälte auf ihn warteten. Stattdessen begab er sich „zur medizinischen Behandlung“ nach Südafrika. Das Gericht gewährte daraufhin einen Aufschub bis zum 27. Februar. Ebenfalls am 21. Februar verlangte Amnesty International einen verbesserten Schutz der Zeugen, insbesondere für Thato Sebolla. Bereits am 24. Februar erschien der Premierminister zusammen mit seiner Frau vor Gericht. Über seinen Anwalt ließ er verlauten, dass er Immunität in Anspruch nehmen möchte; der High Court soll in seiner Funktion als Verfassungsgericht darüber entscheiden. Bis dahin steht eine formelle Anklage Thabanes aus.
Anfang März 2020 wurden gegen drei weitere Personen Haftbefehle ausgestellt, darunter einen bekannten lesothischen Famo-Musiker, der in Südafrika lebt. Der Prozess wurde zunächst auf den 14. April vertagt, da die Haftbefehle noch nicht vollstreckt werden konnten. Später wurde er wegen der COVID-19-Pandemie und der weiterhin flüchtigen Personen auf unbestimmte Zeit vertagt.
Am 18. April 2020 ließ Thomas Thabane Militär durch die Straßen Maserus fahren, um die Polizei einzuschüchtern.
Am 5. Mai 2020 wurde bekannt, dass Lipolelo Thabane wenige Stunden vor ihrer Ermordung einer Scheidung zugestimmt habe; Thato Sebolla bestätigte diese Darstellung.
’Maesaiah Thabane steht offenbar hinter der im März 2020 gegründeten Partei People’s Convention, der ihrer Meinung nach auch Thomas Thabane beitreten solle. Thomas Thabane musste auf Beschluss des Council of State am 19. Mai 2020 als Premierminister zurücktreten.
Am 29. Mai wurde ’Maesaiah Thabanes Freilassung auf Kaution gerichtlich widerrufen, aber an den High Court zur endgültigen Entscheidung überwiesen. Am 3. Juni wurde sie vorerst in Haft genommen.
Im Juni 2020 wurden Gerichtsunterlagen bekannt, nach denen Thomas Thabane umgerechnet mehr als 20.000 Euro an die Todesschützen gezahlt haben soll. Dies soll eine Anzahlung gewesen sein.